# ジョン・ディオガルディ
ジョン・ディオガルディ（John "Johnny Dio" Dioguardi, 1914年4月29日 - 1979年1月12日）は、ニューヨークマフィアの五大ファミリーの1つ、ルッケーゼ一家の幹部。
通称ジョニー・ディオ。本名ジオヴァンニ・イニャツィオ・ディオガルディ。
組合エキスパートで、一家の稼ぎ頭。他ファミリーの犯罪ビジネスのアドバイザーを務め、「ギャングのためのギャング」と呼ばれた。

## 来歴
ニューヨーク市生まれ。リトルイタリーのフォーサイス通りで育った。母方の叔父でルッケーゼ一家のジェームス・"ジミー・ドイル"・プルメリの引導で弟のトーマス（トミー・ディオ）と共に組織犯罪の道に入った。

### 1930年代～1940年代
10代半ばでガーメント地区（衣料問屋街）のトラック組合の強請団に参加した。組合員に上納金を課し、得た金は組合を介さず彼らのポケットに直行した。日用品の購入から整髪までトラック運転手の生活全般に寄生し、商店の日用品にプレミアムを上乗せしてピンハネした。組合への参加を拒否するドライバーを病院送りにした。組合員だけでなく、経営者も強請り、組合員の動員を脅しに使い、強制的に簿外の金を捻出させた。支払いを拒む経営者には払うまでストライキを指示した。ジミー・ドイルに一から十まで犯罪の手口を仕込まれた。同じガーメント地区で組合強請をやっていたレプケ・バカルターやジェイコブ・シャピロらユダヤ系ギャングと知り合った。1937年3月トーマス・デューイにより強請・共謀の罪で検挙され、5年刑でシン・シン刑務所に収監された。1944年には違法蒸留酒で起訴され脱税で60日の禁固刑に服した。1940年代までにルッケーゼ一家の正式構成員になった。

### 1950年代
1954年、ディオが一時所有したドレスメーカー会社に関する脱税で60日服役した。1955年12月までにアンソニー・コラッロと架空の幽霊組合を7つ作り、チームスター組合（IBT）におけるジミー・ホッファの支持票を水増しし、最終的にホッファをチームスター組合委員長に押し上げた。ホッファはニューヨークの組合基盤が弱く、ディオやコラッロらニューヨークの組合ゴロに協力を求めた。ホッファをディオらに紹介したのはポール・ドーフマンとされる。
1956年4月5日、港湾組合の若手アブラハム・テルビを雇い、組合とマフィア問題を追及していたコラムニストのビクター・リーゼルを襲わせた。ブロードウェイのリンディーズから出てきたリーゼルの顔に硫酸をかけ、失明させた。同年7月28日、テルビはリトルイタリーのマルベリー通りで頭に2発の弾痕のある銃殺死体で発見された。自らも硫酸の飛沫で負傷したテルビが、元の500ドルの報酬に5万ドルを上乗せしてディオに要求したため殺害されたと伝えられた。リーゼル襲撃に関わった容疑でのち捕まったが、目撃者の証言拒否で放免された。
1957年8月、組合の不法行為を調査していた上院委員会の追及を受けたが、証言を拒否した。同年、組合のトラック運転手や文房具屋への強請行為で2年の懲役を受け、1959年出所したが、1960年、脱税で再び捕まり収監、1963年3月出所した。

### 1960年代～1970年代
表向きは高級衣料品ビジネスに身を置き、ガーメント地区からJFK空港の職員組合まで支配力を拡大、ストライキを武器に経営者から金を搾り取り、ピーク時は週10万ドルを稼ぎ出した。ルッケーゼ一家が懇意にしていたロスのドラグナ一家に請われて組合犯罪のコンサルタントになった。1950年代から1960年にかけ一家の幹部となった。1960年代初めロングアイランドのポイントルックアウトのフリーポート・アベニューに75000ドルの即金で豪邸を買った。息子は2人ともマフィアの道を歩んだ。
1963年、精肉会社の従業員となって会社を乗っ取り、備品を大量に仕入れて負債を作って破産させ、次々と会社を設立して資産を移しながら増殖させる破産詐欺の手法で大儲けした。1960年代後半、業績の悪い会社の株券を二束三文で手に入れ、株ブローカーを抱き込んで投資家に法外な価格で売り払い、大儲けした。その他架空の未公開株をディーラーに売らせるなど一家のメンバーと結託して不正な株取引に関わった。1966年、パン屋業界で当時手製だったベーグルを自動製造する新ビジネスに関わり、市場流通を成功させたが、傘下にベーグルメーカーを抱えたジェノベーゼ一家のトーマス・エボリと縄張り争いが起こり、ファミリーの力関係から、ディオが譲歩した。
1960年代後半ボスのルッケーゼが病床に伏すようになると、後継ボス候補の１人に挙がったが、頻繁な投獄のせいでボスになれなかった。1967年精肉会社の破産詐欺で逮捕され、控訴で時間稼ぎした後の1970年10月より5年刑で服役した。服役中に金融詐欺で量刑が追加された後、1979年病死した。

## エピソード
- 料理を嗜み、高価で洒落たスーツに身を包み、スタイリッシュマフィアと呼ばれた。
- レストランやホテル通いの日々を送り、週末は家族と過ごしゲストに手製の料理を作って出すのが至高の快楽だったという[1]。
- 後期の刑務所暮らしでは一家の幹部ポール・ヴァリオらのためにコックをやっていた。
- 1930年代マーダー・インクの殺し屋だったと長年伝えられたが、現在ではほぼ否定されている。

## 関連作品
1990年製作の映画『グッドフェローズ』でフランク・ペレグリノがディオ役を演じた。